# Edookit
Edookit je třetí nejrozšířenější školní informační systém v České republice. Je určen pro MŠ, ZŠ, SOU, SOŠ, gymnázia a VOŠ. Jedná se o cloudovou službu, která v sobě spojuje administrativní a výukové funkce; datová centra se nacházejí na 2 místech v Evropské unii a školám poskytují 4 zálohy denně na dvě geolokace.
Samotná společnost Edookit je členem skupiny Unicorn. Kromě České republiky provozuje systém pro školy na Slovensku, Ukrajině, v Bulharsku a Německu.

## Moduly informačního systému
Administrativní moduly
- Elektronická třídní kniha: Učitel má k dispozici soubor nástrojů zjednodušujících výuku a administrativu.
- Elektronická žákovská knížka: Poskytuje rodičům přehled o školních aktivitách svých dětí, mohou komunikovat s učiteli a dalšími rodiči. Studenti mají k dispozici informace a podklady pro přípravu do školy, mohou vzájemně diskutovat.[5]
- Online matrika: Usnadňuje práci s daty pro MŠMT - umožňuje úpravu dat v tabulce s povolenými hodnotami. Je zde možné dohledat údaje o každém zaměstnanci, studentovi nebo rodiči.
- Administrativa školy: Správa osobních údajů a GDPR evidence souhlasů. Vedení školy má možnost spravovat databáze a ukládat data uložená v systému.
- Tvorba rozvrhu: Organizace rozvrhu, kde lze hlídat vyučovací hodiny, měnit suplování nebo přesuny hodin.[6]
- Tiskový výstup: Možnost převedení jakéhokoliv výstupu (třídní kniha, výpis z žákovské knížky, katalogový list, doklady o ukončení vzdělání, potvrzení o studiu apod.) do formátu PDF a následného vytisknutí

Komunikační modul
- Stream: Školní interní sociální síť, prostřednictvím které mohou rodiče, žáci a učitelé jedné třídy mezi sebou komunikovat. Síť je zabezpečená a přístupná pouze oprávněným osobám.[7]